# 西夏亭镇
西夏亭镇，是中华人民共和国河南省周口市西华县下辖的一个乡镇级行政单位。

## 行政区划
西夏亭镇下辖以下地区：
后朱村、杨场村、胡寨村、朱湾村、谭庄村、大丁张村、王庄村、曹湾村、奉仙寺村、后寨村、高庄村、展庄村、磨台村、前高村、司渡口村、前仓村、张庄村、竹元村、方庄村、杨庄村、陆城村、袁庄村、后仓村、前集村、庄铺村、张百楼村和吴庄村。